# Loving Cup
〈Loving Cup〉은 롤링 스톤스의 곡으로, 1971년 12월 로스앤젤레스의 선셋 사운드 스튜디오에서 시작하여 1972년 3월까지 지속된 그들의 1972년 음반 《Exile on Main St.》에 수록되었다.
〈Loving Cup〉의 초기 버전은 《Let It Bleed》 세션 동안 1969년 4월과 7월 사이에 런던의 올림픽 스튜디오에서 녹음되었다(이 버전은 2010년에 《Exile on Main St.》의 디럭스 리마스터드를 통해 발매되었다).

## 배경
믹 재거는 키스 리처즈와 함께 리드 보컬과 백 보컬을 맡는다. 리처즈와 믹 테일러는 이 곡의 기타를 연주한다. 베이스와 드럼은 각각 빌 와이먼과 찰리 와츠가 제공하고, 피아노는 롤링 스톤스의 녹음 베테랑 니키 홉킨스가 제공한다. 색소폰은 바비 키스가, 트럼펫과 트롬본은 짐 프라이스가 맡았다. 이 음반의 프로듀서인 지미 밀러는 마라카스를 제공한다. 하지만 누가 스틸 드럼을 연주하는지는 알려지지 않았다.

## 반응
《피치포크》의 조나단 즈비켈은 그것을 "롤링 스톤스의 가장 오래 지속되고 영혼에 가득 찬 작품 중 일부"라고 여긴다.